# Petit-Bersac
Petit-Bersac település Franciaországban, Dordogne megyében. Lakosainak száma 187 fő (2022. január 1.). Petit-Bersac Laprade, Nabinaud, Saint-Séverin, Bourg-du-Bost, Chassaignes, Saint Privat en Périgord, Saint-Antoine-Cumond és Festalemps községekkel határos.

## Népesség
A település népességének változása:
| Lakosok száma | 231  | 206  | 210  | 177  | 173  | 178  | 181  | 183  | 184  | 187  |
|               | 1968 | 1982 | 1990 | 2006 | 2013 | 2015 | 2017 | 2019 | 2020 | 2022 |